# Китайская мактра
Китайская мактра (лат. Mactra chinensis) — вид морских двустворчатых моллюсков семейства мактр (Mactridae). Обитатель песчаных мелководий (1—12 м) Восточно-Китайского, Желтого, Японского и Охотского морей. Мактры способны зарываться в грунт на глубину до 15 см.
Крупные особи достигают 80 мм в длину и весят до 71 г. Половая зрелость китайской мактры наступает на втором году жизни.
Мактра, как и устрица, съедобна целиком; из нее готовят разнообразные блюда.